# Port Kobe

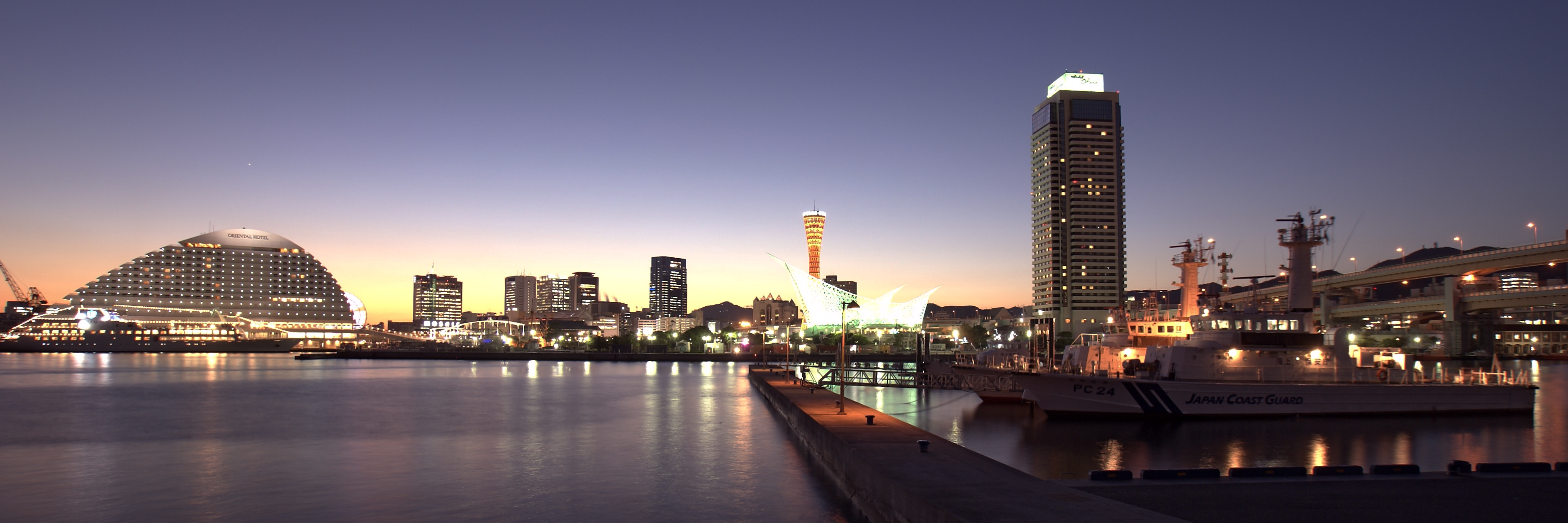
Port Kobe o zmierzchu

Port Kobe (jap. 神戸港 Kōbe-kō) – port morski w Japonii, w Kobe, prefektura Hyōgo, w Regionie Przemysłowym Hanshin (Hanshin Kōgyō Chitai).

## Opis
Zlokalizowane u podnóża góry Rokkyō miasto Kobe ma ograniczone płaskie tereny więc do budowy nowoczesnego portu zdecydowano się usypać sztuczne wyspy. Inwestycję rozpoczęto w 1966 roku od Port Island ukończono 1981, następnie w latach 1973–1992 Rokko Island i wyspę dla lotniska ukończoną w 2006 roku.

## Historia
W X wieku port był znany pod nazwą Hyōgo no Tsu (jap. 兵庫津) (lit. Port regionu Hyōgo).
W 1858 roku podpisano pierwszy traktat o przyjaźni i handlu pomiędzy Japonią a Stanami Zjednoczonymi. Doprowadził do tego pierwszy konsul amerykański w Japonii, Townsend Harris (1804–1878). Kolejne traktaty podpisały: Holandia, Rosja, Wielka Brytania, Francja. Na ich podstawie kilka portów (w tym Hyōgo) otwarto dla zagranicznych statków.
Po II wojnie światowej tereny portowe na lądzie były zajęte przez wojska alianckie, głównie amerykańskie. Ostatnie oddziały opuściły je w 1974 roku.
W latach 70. XX wieku port osiągnął najwyższe przeładunki kontenerów na świecie.
Trzęsienie ziemi w Kobe (1995) zniszczyło obiekty portowe i obsługa statków została czasowo zawieszona.

## Obiekty portowe
- Liczba nabrzeży do przeładunku kontenerów: 34
- Powierzchnia: 3,89 km²
- Max zanurzenie statków: 18 m

### Obiekty służące rozrywce
- Kobe Port Tower
- Harborland

## Międzynarodowe połączenia pasażerskie
- Korea Południowa Pusan: dwa razy w tygodniu,
- Chiny Szanghaj: raz w tygodniu,
- Chiny Tianjin: raz w tygodniu.